# Kwaśniak (Masyw Śnieżnika)
Kwaśniak (niem. Sauer-Berg) - wzniesienie 644 m n.p.m. w południowo-zachodniej Polsce w Sudetach Wschodnich, w Masywie Śnieżnika - Krowiarkach.

## Położenie i charakterystyka
Rozległe wzniesienie położone w Sudetach Wschodnich, w północno-zachodniej części Masywu Śnieżnika, w północno-zachodnim grzbiecie odchodzącym od Śnieżnika, w północnej części Krowiarek. Położone jest w głównym grzbiecie Krowiarek pomiędzy Żabnicą na południowym wschodzie a Grodnikiem na północnym wschodzie. Odchodzi od niego na północny zachód grzbiet przez Modlisze, Dziczą Górę, Żelazne Góry, Piotrowicki Las, Wapniarkę, Dębową i Goryczkę kończący się nad Krosnowicami.

## Budowa geologiczna
Wzniesienie zbudowane ze skał metamorficznych, głównie z łupków łyszczykowych serii strońskiej, należących do metamorfiku Lądka i Śnieżnika.

## Roślinność
Wzniesienie w porastają lasy świerkowe i mieszane, a niżej występują pola i łąki.

## Turystyka
Północno-wschodnimi zboczami wzniesienia przechodzi szlak turystyczny
- żółty - z Żelazna na Przełęcz Puchaczówkę.